# 김영숙 (1942년)
김영숙(金英淑, 1942년 8월 28일 - )은 조선민주주의인민공화국의 정치인이다. 내각 농업성 부상 겸 조선로동당 중앙위원회 정치국 후보위원이다.

## 경력
1942년 8월 28일 일제강점기에 평안남도에서 태어났다. 인민경제대학을 졸업하고, 1977년 11월 평양 삼석구역 장수원협동농장 관리위원장을 거쳐 1985년 11월 청산협동농장 관리위원장에 임명되었다. 1990년 1월 황해북도 농촌경리위원장, 1996년 4월 농업위원회 부위원장을 각각 역임했다. 1998년부터 내각 농업성 부상을 맡고 있다. 2010년 9월, 조선로동당 중앙위원회 후보위원에 선임되었다.

## 최고인민회의 대의원
1982년 2월 최고인민회의 제7기 대의원에 선출된 이후, 제8기(1986년)와 제9기(1990년) 대의원을 지냈다.

## 기타
2011년 김정일 사망 당시에 국가장의위원회 위원을 맡았다.